# Sanpoil
Pour la rivière, voir Sanpoil (rivière).
Les Sanpoil, Hai-ai’-nlma, Ipoilq, Nesilextcl’n, .n.selixtcl’n ou N’pooh-le sont une tribu amérindienne de la réserve indienne de Colville dans l'État de Washington aux États-Unis.